# Megfeleltetési következtetés
A megfeleltetési (korrespondáló) következtetés az folyamat, amely során azt feltételezzük emberekről, hogy olyan belső tulajdonságokkal rendelkeznek, amelyek megfelelnek a megfigyelt viselkedésüknek. Az emberek gyakran élnek ezzel a feltételezésükkel még akkor is, amikor külső tényezők is befolyásolhatják a cselekedeteket.

## Leírás
Ha várhatóan soha többet nem találkozunk valakivel, elegendő az adott cselekedeteinek az értelmezése. A megfeleltetési következtetést abban az esetben használjuk, amikor fennáll a lehetősége annak, hogy valakivel még később is kapcsolatba fogunk kerülni, ebben az esetben pedig fontos valamilyen benyomást kialakítani, ezt legegyszerűbben a viselkedését megfigyelve tehetjük meg. Ennek segítségével gyors döntéseket hozhatunk olyan kérdésekben, mint: A megtévesztő viselkedés megbízhatatlan emberre utal-e? A fenyegető viselkedés mögött álló ember veszélyes-e? Ha megfeleltetési következtetés követi egy viselkedés első értelmezését, ez kiegészíti az első benyomást, az első kognitív reprezentációt arról hogy milyen a másik.
Edward Jones és Keith Davis (1965) meghatározott három olyan körülményt, amelyek igazolhatják a megfeleltetési következtetést:
1. Az egyén választja az adott viselkedési formát.
2. A viselkedésnek kevés olyan hatása van amelyek megkülönböztetik más cselekedetektől.
3. A viselkedés inkább váratlan, mint elvárt vagy tipikus.